# Karnaval
Cet article possède un paronyme, voir Carnaval (homonymie).
 (février 2023).
Pour plus de détails, voir Fiche technique et Distribution.
Karnaval est un film français réalisé par Thomas Vincent, sorti le 3 mars 1999.

## Synopsis
Tandis que Dunkerque est en proie à la fièvre de son carnaval, Larbi, fatigué de travailler gracieusement pour son père, décide de tout plaquer et de refaire sa vie au soleil de Marseille. Alors qu'il attend le premier train qui doit partir au petit matin, il fait la connaissance de Béa, qui raccompagne son mari ivre. Il s'éprend aussitôt de la jeune femme qui l'entraîne dans sa passion du carnaval.

## Fiche technique
- Titre : Karnaval
- Titre original : Karnaval
- Réalisation : Thomas Vincent
- Scénario : Maxime Sassier et Thomas Vincent
- Production : Alain Rozanes et Pascal Verroust
- Directeur de Production : Mat Troi Day
- Musique : Krishna Levy
- Photographie : Dominique Bouilleret
- Montage : Pauline Dairou, assistée de Benoit Alavoine et Ana Agnello
- Montage son : Raphël Girardot
- Mixage : Olivier Dô Hûu
- Pays de production :  France,  Allemagne,  Belgique et  Suisse
- Format : couleurs
- Genre : drame
- Durée : 88 minutes
- Date de sortie : 3 mars 1999

## Distribution
- Sylvie Testud : Béa
- Amar Ben Abdallah : Larbi
- Clovis Cornillac : Christian
- Martine Godart : Isabelle
- Jean-Paul Rouve : Pine
- Thierry Bertein : Gigi
- Dominique Baeyens : Doriane
- Hervé Pierre : Verhoeven
- Malek Kateb : Le père de Larbi
- Karim Attia : Nasser
- Manon Seys : Émilie
- Christiane Billat : La mère de Larbi

## Distinctions
- Prix Michel Simon 2000 : Sylvie Testud.
- César du cinéma 2000 (nominations) : César de la meilleure première œuvre, César du meilleur espoir féminin, César du meilleur espoir masculin.